# José Santos de Saldanha da Gama
José Santos de Saldanha da Gama foi um militar brasileiro, almirante-de-esquadra e ministro do Superior Tribunal Militar, cargo que ocupou até falecer, no Rio de Janeiro, em 7 de julho de 1968.

## Biografia
José Santos de Saldanha da Gama nasceu no município brasileiro de Cataguases no dia 8 de janeiro de 1906, sendo sobrinho-neto do almirante Luís Filipe Saldanha da Gama, destaque na Guerra do Paraguai e um dos líderes da Revolta da Armada em 1893.